# アピイン
アピイン(Apiin)は、セロリやパセリなどから単離される化合物である。アグリコンであるアピゲニンの7位にグルコースが結合し、グルコースとアピオースがβ1→2結合している配糖体である。アピゲニン 7-O-グルコシドとUDP-アピオースから生合成される。2023年にアピインを生合成する酵素が初めて同定された。